# Biblioteca Nacional de Mauricio
La Biblioteca Nacional de la República de Mauricio  (en inglés: National Library of the Republic of Mauritius) es la biblioteca nacional de Mauricio. Es la institución nacional responsable de recopilar, registrar, preservar y hacer disponible la memoria colectiva de la nación, y también de proporcionar información, servir como centro de coordinación y planificación para fortalecer el sistema bibliotecario del país.
La institución fue establecida por el gobierno bajo el Acta de la Biblioteca Nacional de 1996 (Acta N.º 32) como un ente corporativo dentro del ministerio de Arte y Cultura. La Biblioteca Nacional de la República de Mauricio fue abierta oficialmente al público en diciembre de 1999.

## Misión y objetivos

### Misión
La misión de la biblioteca nacional es de proporcionar un acceso igualitario a la información a todos los mauricianos para igualar las oportunidades educativas entre los ciudadanos y así profundizar el proceso de democratización del país.

### Objetivos
Los objetivos de la biblioteca nacional son promover el uso de material de la biblioteca; adquirir nuevo material para la colección, en particular material relacionado con Mauricio; prestar material al público; participar en la planificación de la expansión de la red bibliotecaria del país; promover la investigación en la biblioteconomía y proporcionar asistencia en técnicas de gestión de bibliotecas; ejercer su rol como centro bibliográfico nacional y mantener la bibliografía nacional; organizar el intercambio de material dentro del país y al extranjero; e iniciar y promover la cooperación entre la biblioteca y otras bibliotecas, tanto a nivel nacional como internacional.

## Funciones
La función principal de la Biblioteca Nacional de Mauricio es recopilar y preservar todas las publicaciones y producciones, impresas y producidas en Mauricio.
La fuente principal de adquisición es mediante el sistema de depósito legal por el Acta de la Biblioteca Nacional de 1996 que estipula que cada imprenta en Mauricio está obligada a depositar, sin coste, con el director de la biblioteca nacional seis copias de cada publicación, ya sea un libro, periódico, informe, diario o cualquier otro documento impresa. La misma regla aplica a todos los productores de Mauricio, que también tienen que depositar seis copias de cualquier material no impreso que hayan producido. 

## Colección
En junio de 2020, la biblioteca tenía una colección de 665.000 objetos. En 2014-2015 la colección era de unos 510.000 objetos. La colección de la biblioteca consta de materiales en varios formatos como: registros escritos, gráficos o mecanografiados; libros; diarios; periódicos; partituras; fotografías; mapas; dibujos y materiales no impresos como las películas, tiras de película, elementos audiovisuales como cintas, discos y reproducciones relacionadas con cualquier sujeto y producidas en Mauricio, o relacionadas con Mauricio y producidas en el extranjero.
La biblioteca también tiene una colección de documentos raros como almanaques, informes administrativos, debates de la Asamblea Nacional, manuscritos, disertaciones, tesis, gacetas de gobierno, diarios y demás documentos que datan hasta 1777.